# AWZ P70
AWZ P70 – małolitrażowy samochód osobowy produkcji NRD, produkowany w latach 1955–1959 w fabryce VEB Automobilwerk Zwickau (potem VEB Sachsenring Automobilwerke Zwickau), bezpośredni poprzednik Trabanta. Po tym, jak w 1958 r. AWZ został połączony z dawną fabryką Horch, zmieniono nazwę samochodu na Sachsenring P70.

## Historia i opis modelu

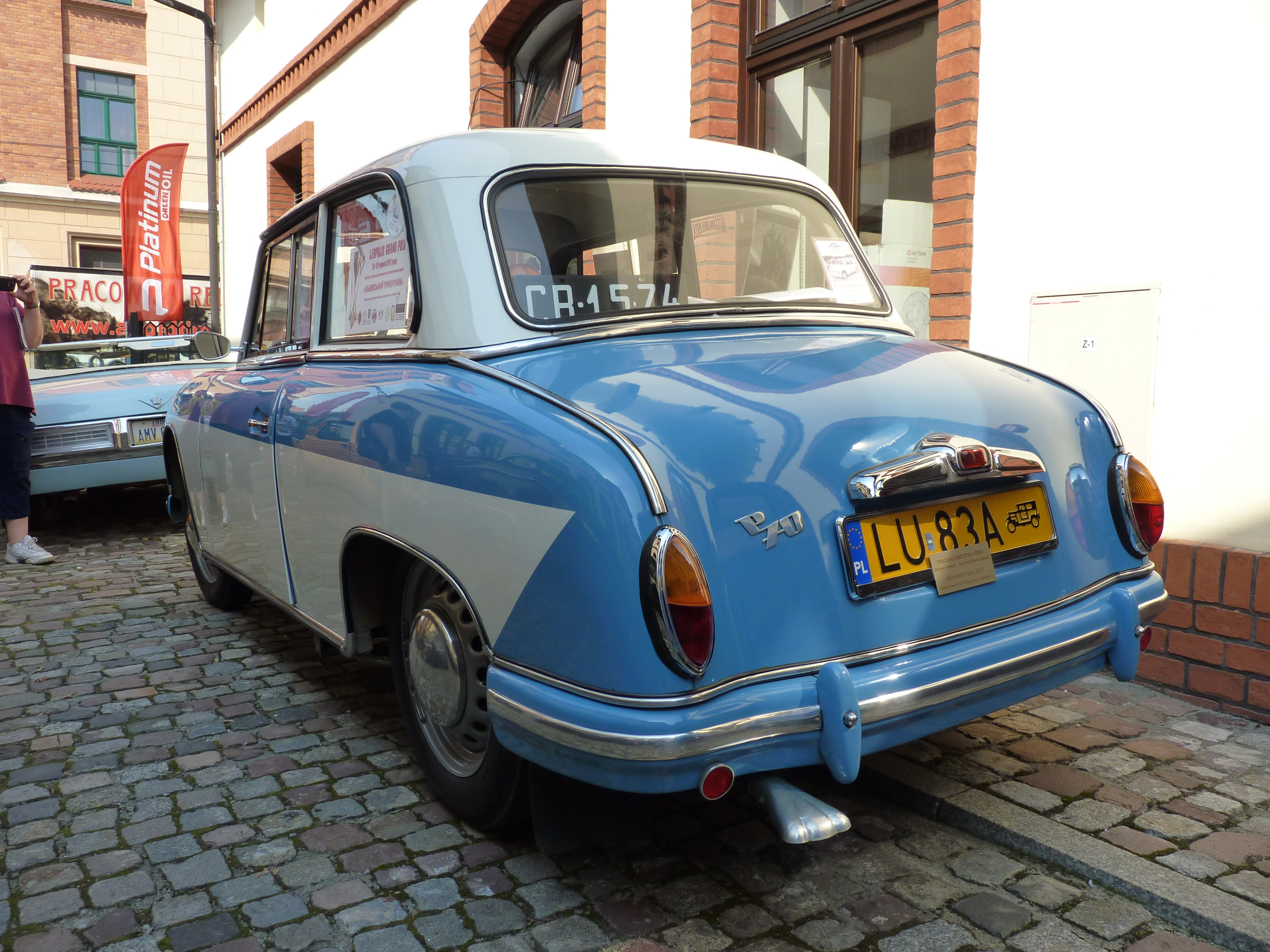
AWZ P70 – tył pojazdu

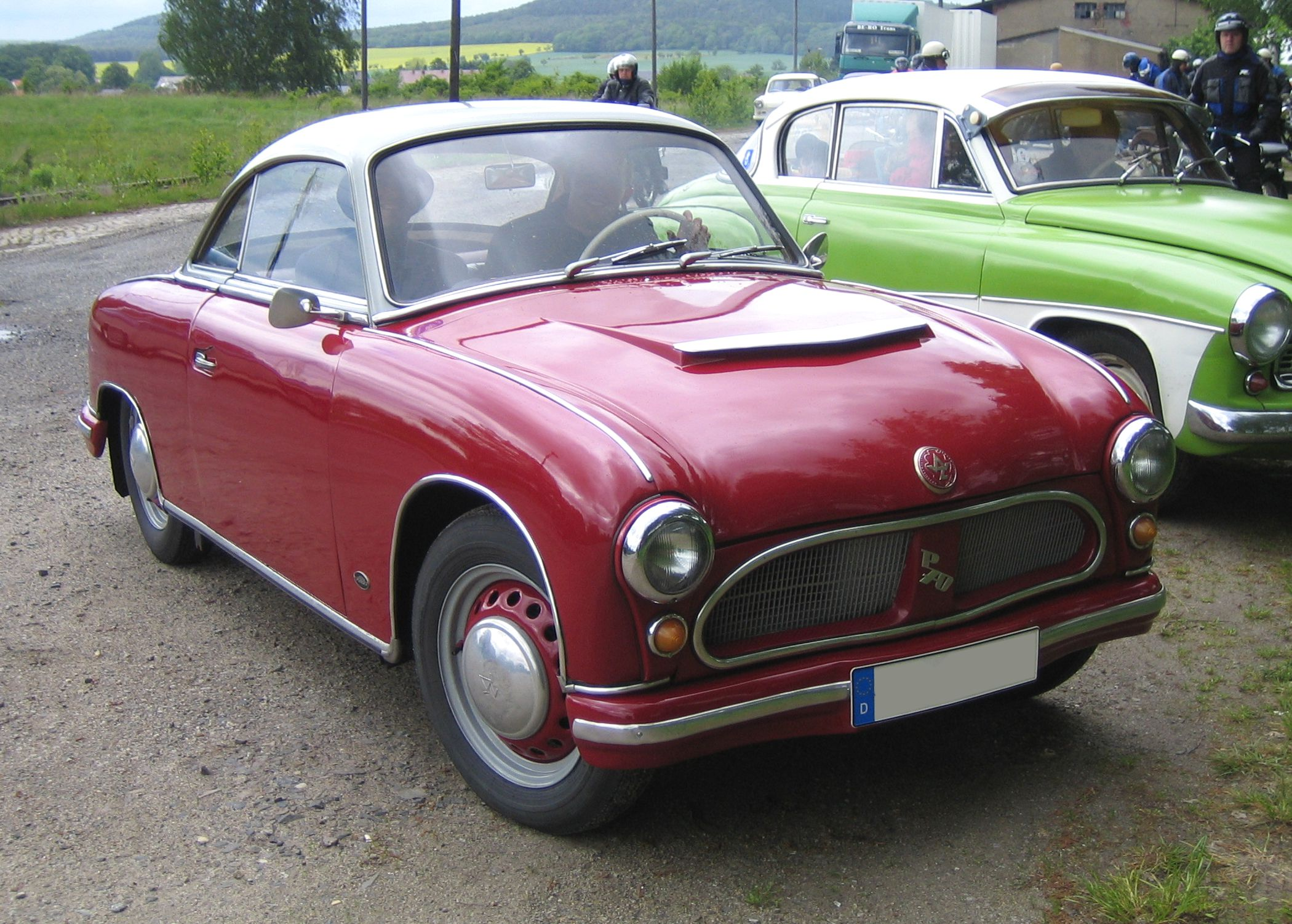
AWZ P70 Coupé

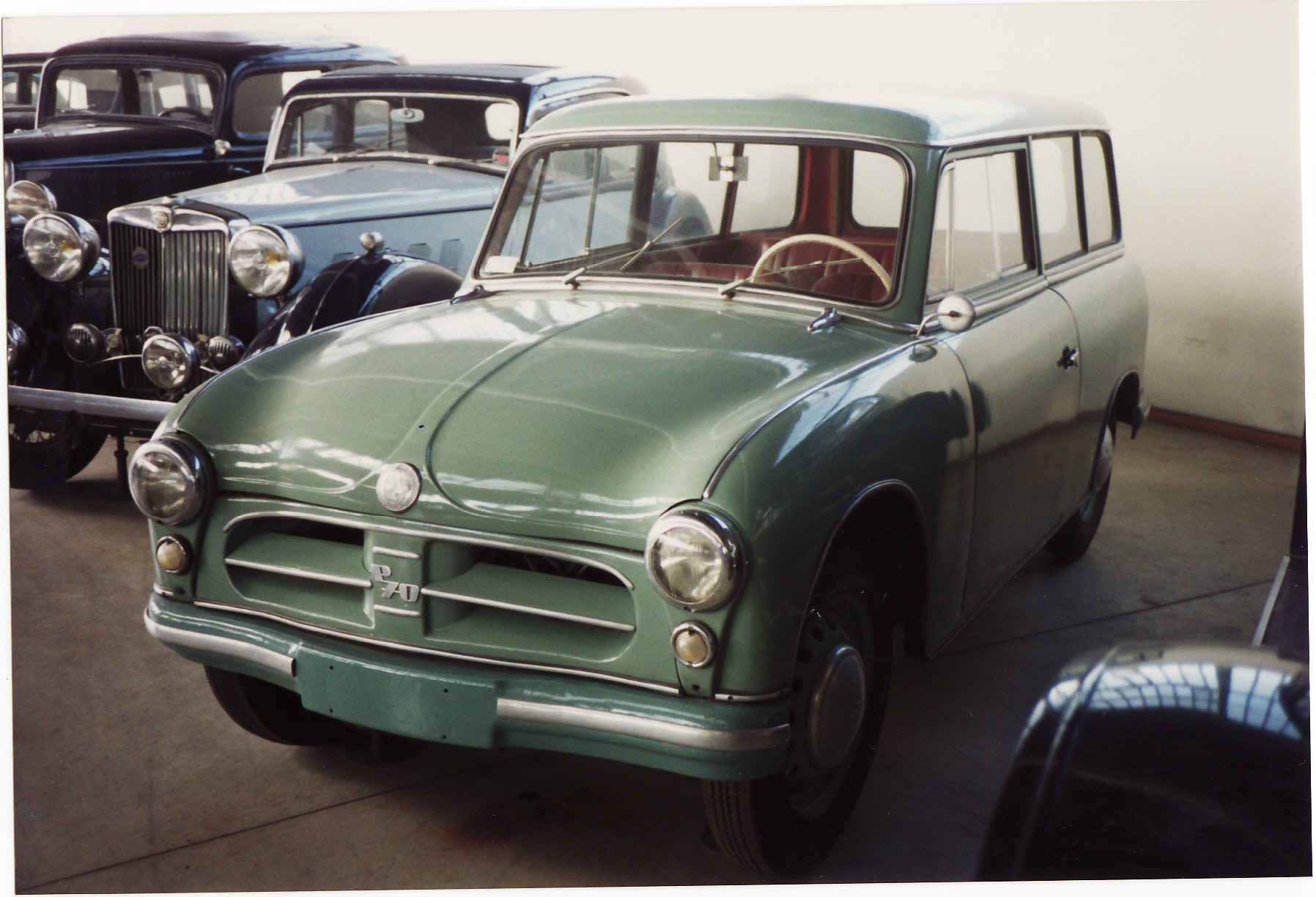
AWZ P70 w wersji kombi

Był to pierwszy produkowany w NRD samochód z nadwoziem z tworzyw sztucznych (duroplast) i drewnianym szkieletem opartym na stalowej ramie skrzynkowej (analogicznej jak w samochodach Wartburg i polskiej Syrenie), podobnie jak to było w modelu DKW F7. Konstrukcja bazowała na produkowanym poprzednio w tej samej fabryce modelu IFA F8. AWZ P70 miał ten sam (nieco zmodyfikowany) dwucylindrowy silnik dwusuwowy, chłodzony wodą, o pojemności skokowej 690 cm³ i mocy 16 kW (22 KM) przy 3500 obr./min. Skrzynia biegów miała trzy przełożenia do przodu (przekładnia 3,44 – 1,69 – 1,00) i jedno do tyłu (4,73).
Samochód produkowany był w trzech wersjach nadwozia: limuzyna, coupé i kombi (dwie pierwsze wersje były dwudrzwiowe, wersja kombi – trzydrzwiowa); masa pustego pojazdu w poszczególnych wersjach wynosiła odpowiednio 800, 875 i 830 kg, a udźwig 320, 275 i 320 kg. Średnica zawracania tego samochodu wynosiła 10 metrów, prędkość maksymalna 90 km/h (coupé – 100 km/h).
Wyprodukowano ogółem około 36151 sztuk samochodów AWZ P70 (w tym ok. 1,5 tys. w wersji coupé).

## Dane techniczne

### Silnik
- R2 0,7 l (690 cm³), dwusuwowy
- Układ zasilania: gaźnik
- Średnica × skok tłoka: (76,00 × 76,00) mm
- Stopień sprężania: 6,80 : 1
- Moc maksymalna: 22 KM (16 kW) przy 3500 obr./min
- Maksymalny moment obrotowy: 57 N·m przy 2500 obr./min

### Osiągi
- Przyspieszenie 0-100 km/h: b.d.
- Prędkość maksymalna: 90–100 km/h